# Голодьки (Білоцерківський район)
Голо́дьки — село в Україні, у Тетіївській міській громаді Білоцерківського району Київської області. Розташоване на обох берегах річки Росішка (притока Роськи) за 12 км на південь від міста Тетіїв. Населення становить 605 осіб (станом на 1 липня 2021 р.).

## Історія
Засноване в 1620 р. Його виникнення зв'язане з будівництвом Великої греблі. Будували греблю бідні, підневільні селяни, яких називали голотою. Від слова голота пішла назва села Голодьки.
1744 року у селі було збудовано дерев'яну Михайлівську церкву. 1881 року на її місці було зведено новий храм, що до наших днів не зберігся. Впродовж 1993—2005 років було збудовано нову церкву.
В 1918 році в селі Ситківці, яке потім увійшло до складу села Голодьки (в 1954), проживало 32 сім'ї Мартинюків, 28 сімей Ковальчуків.

## Відомі люди
Кравчук Микола Іванович (1929—2009) — український письменник та педагог; лауреат літературної премії ім. Ю. Яновського.

## Галерея

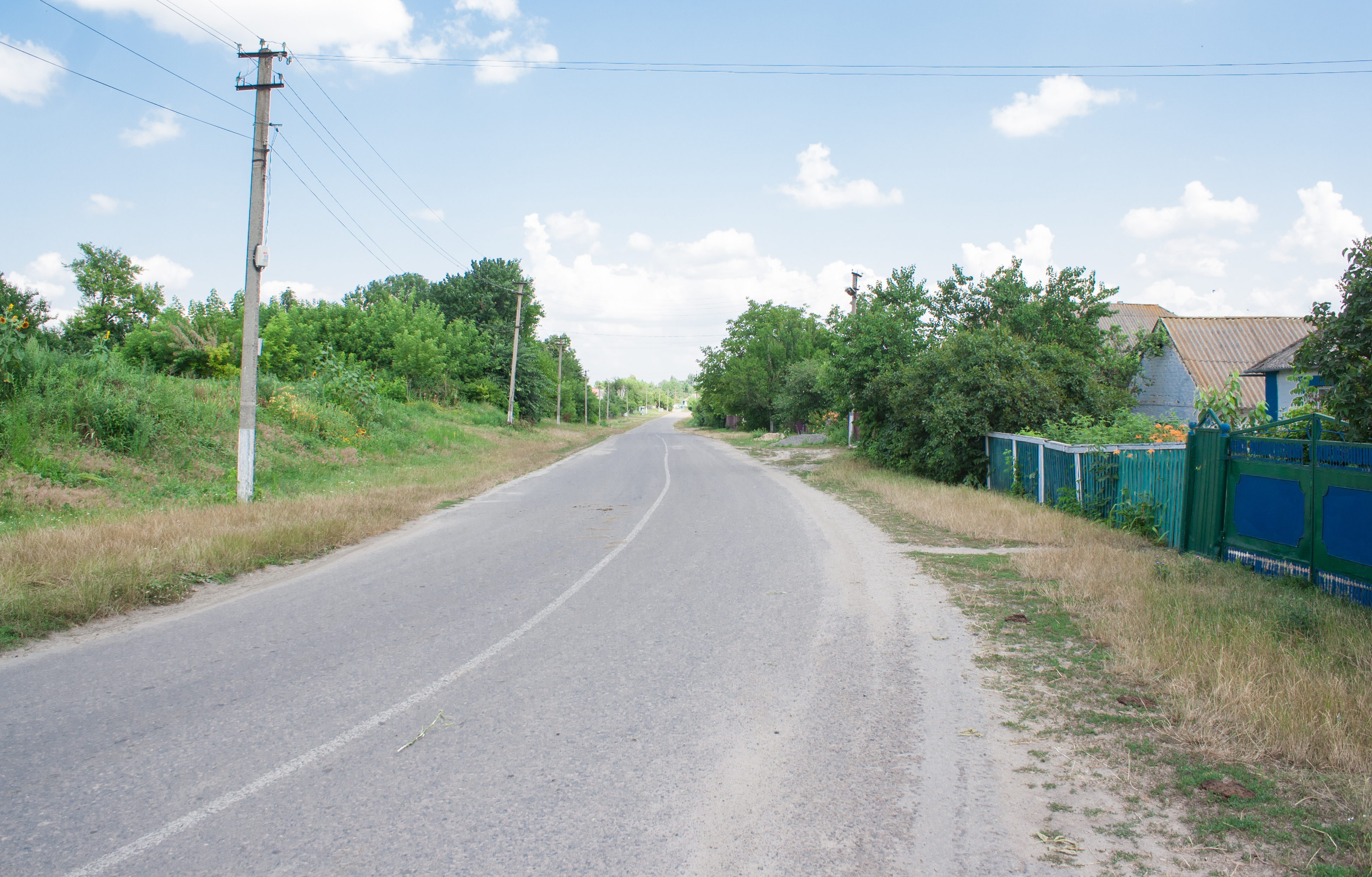
Вулиця 8 Березня
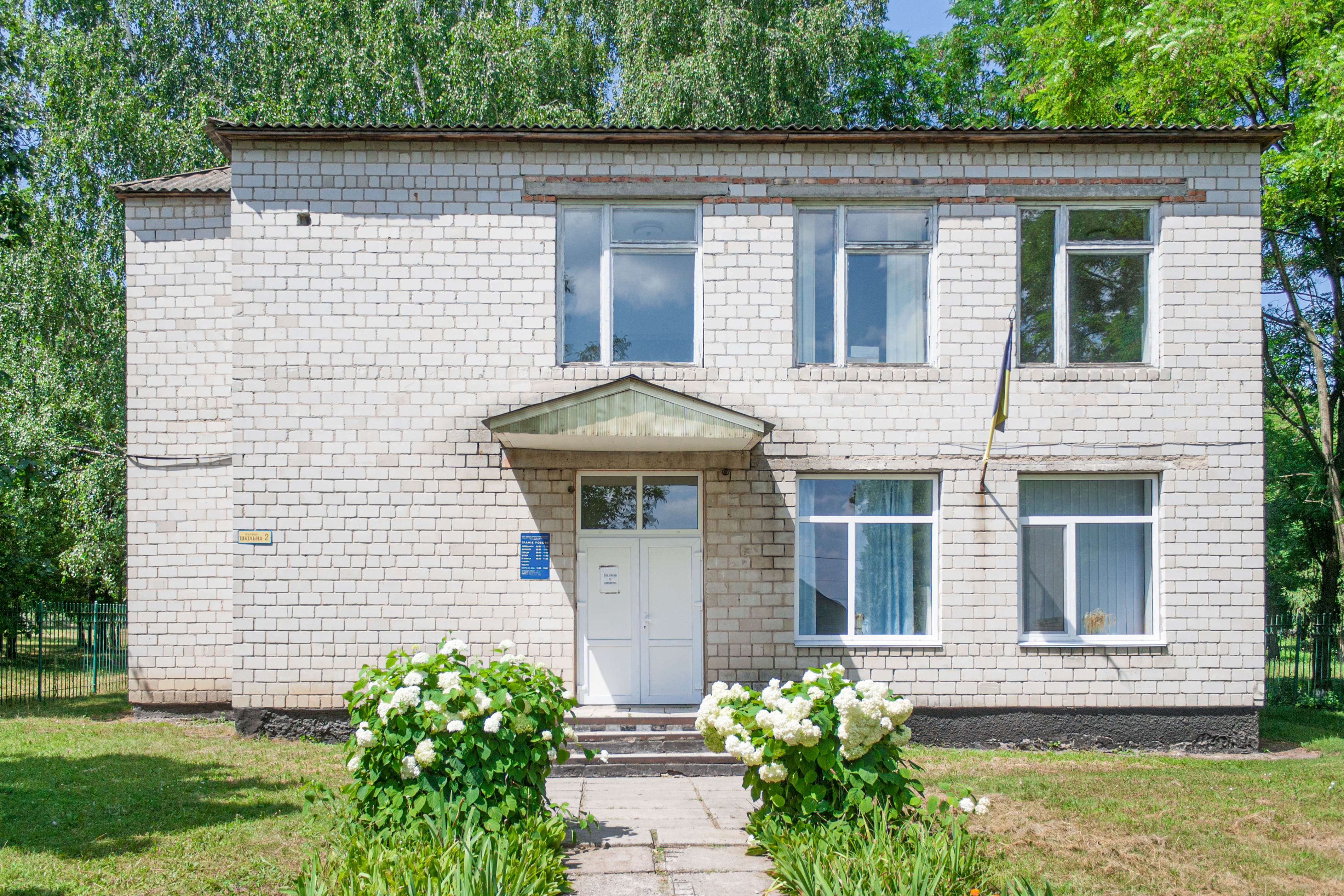
Сільська рада
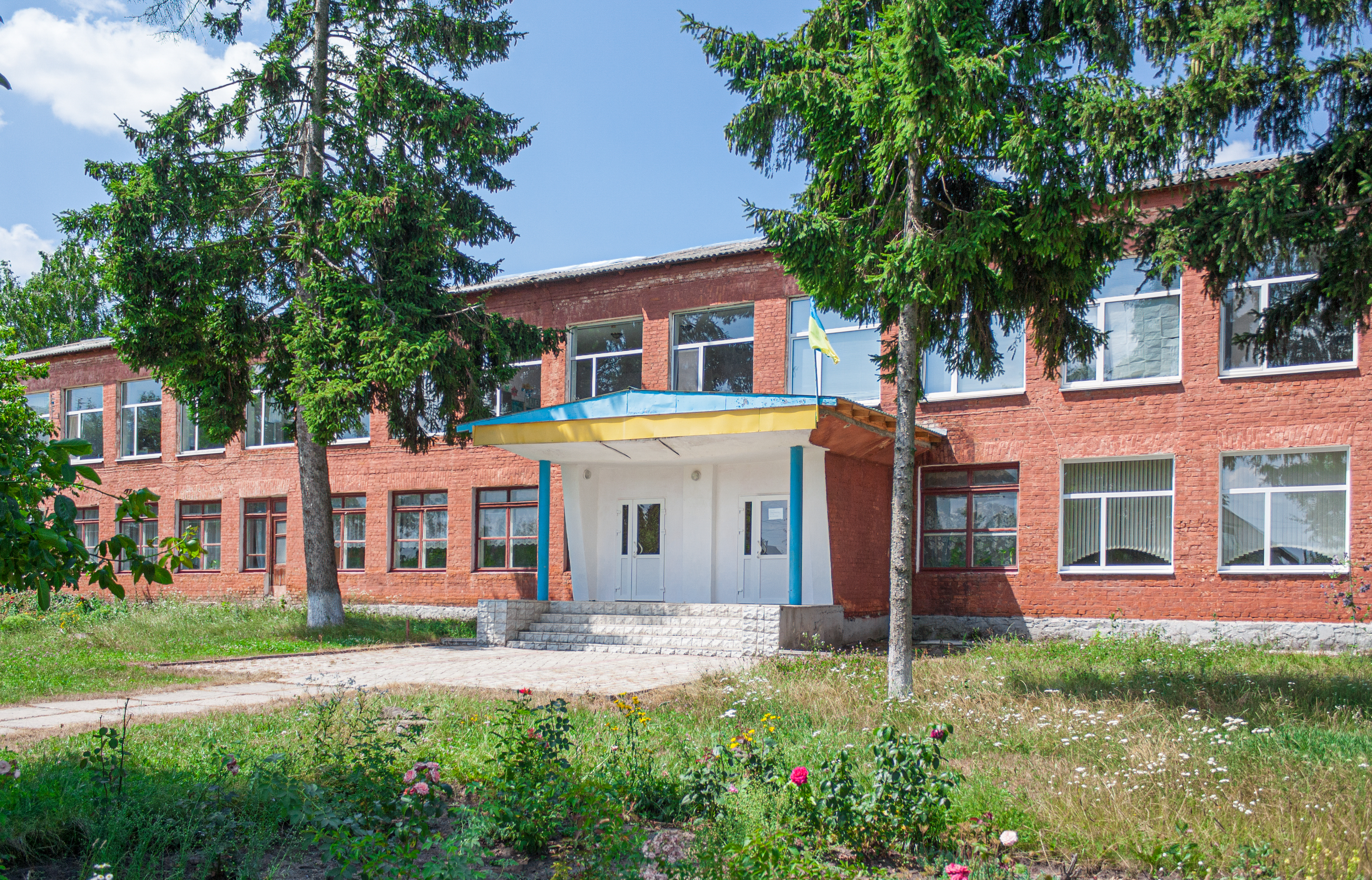
Школа
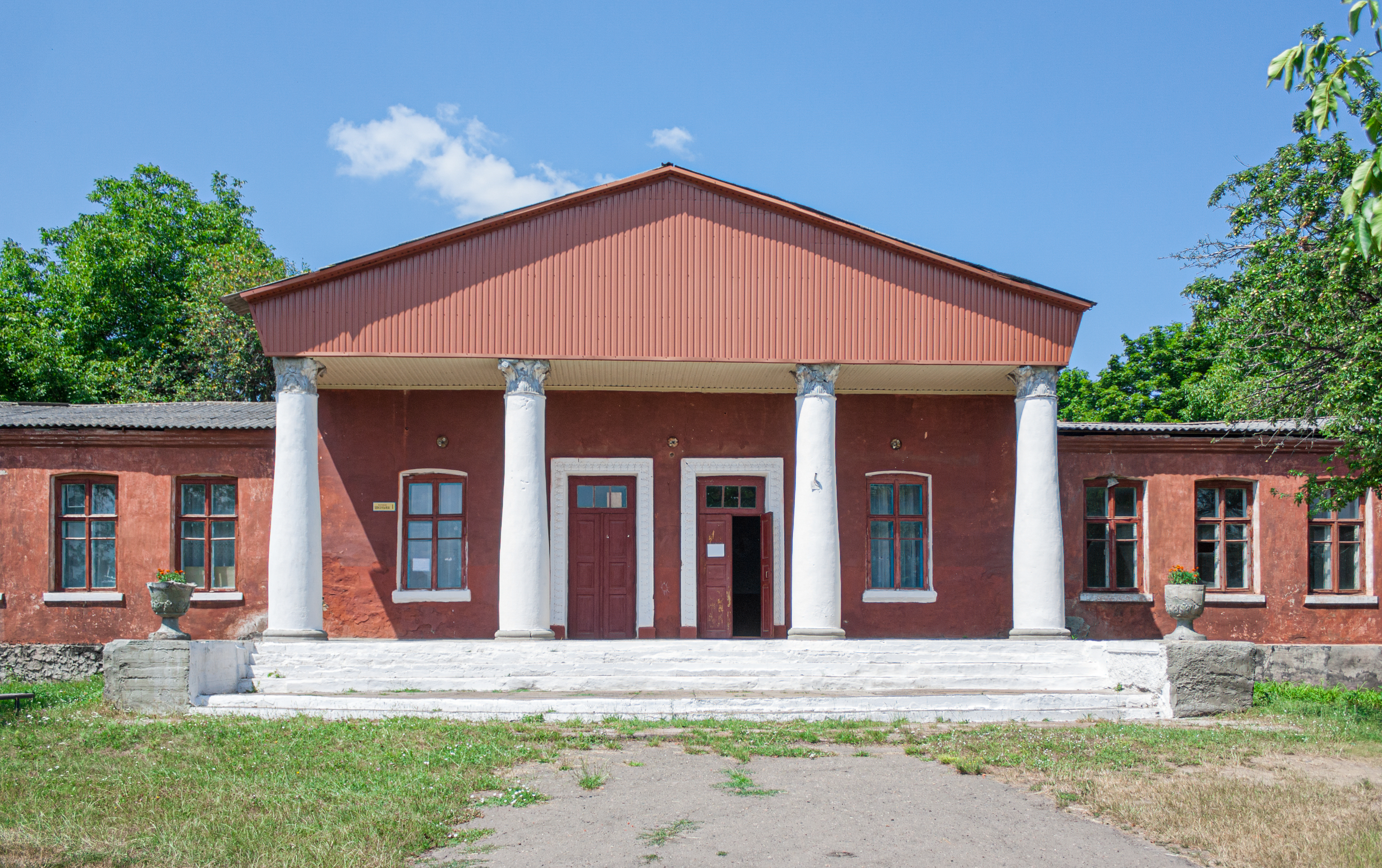
Будинок культури
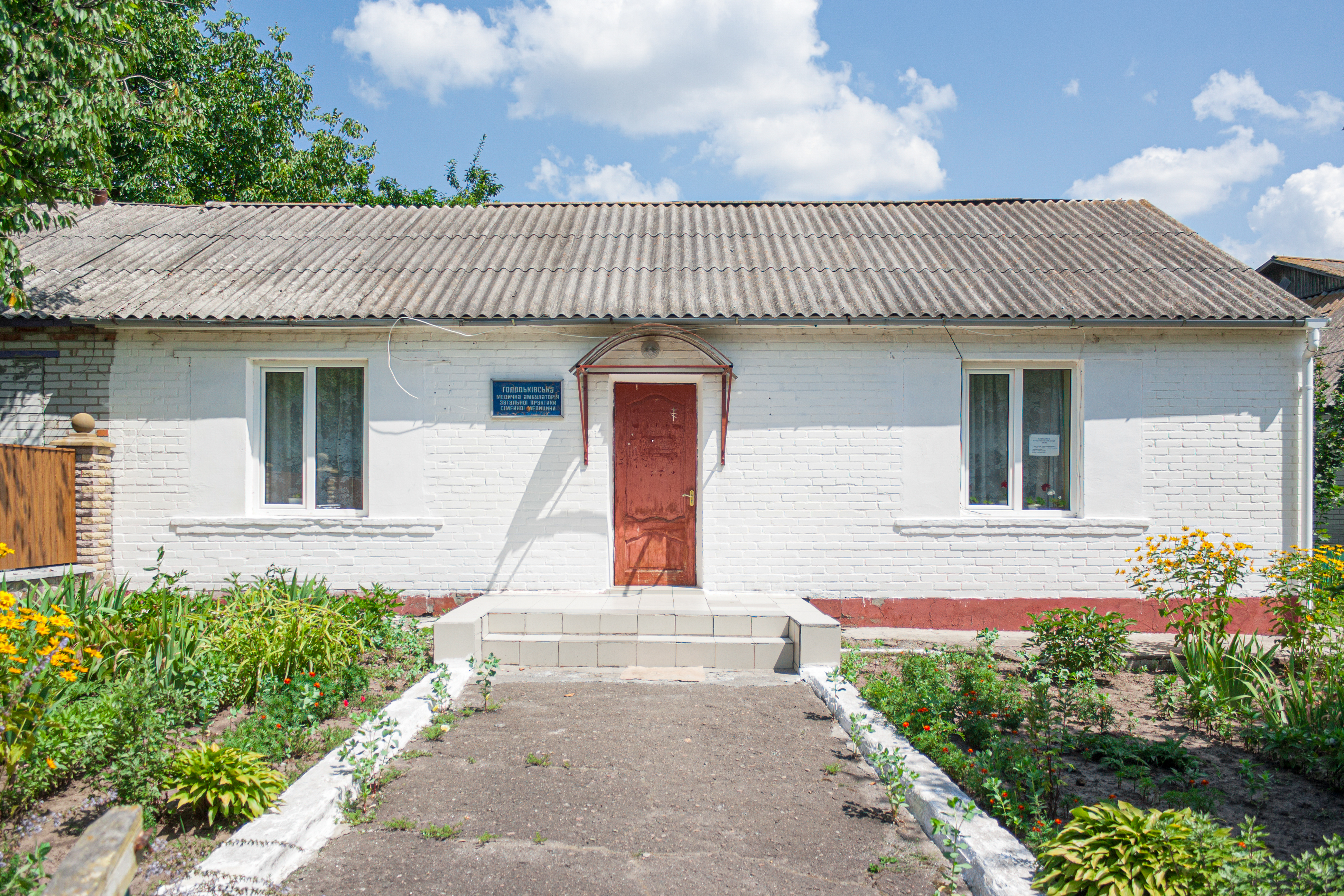
Амбулаторія
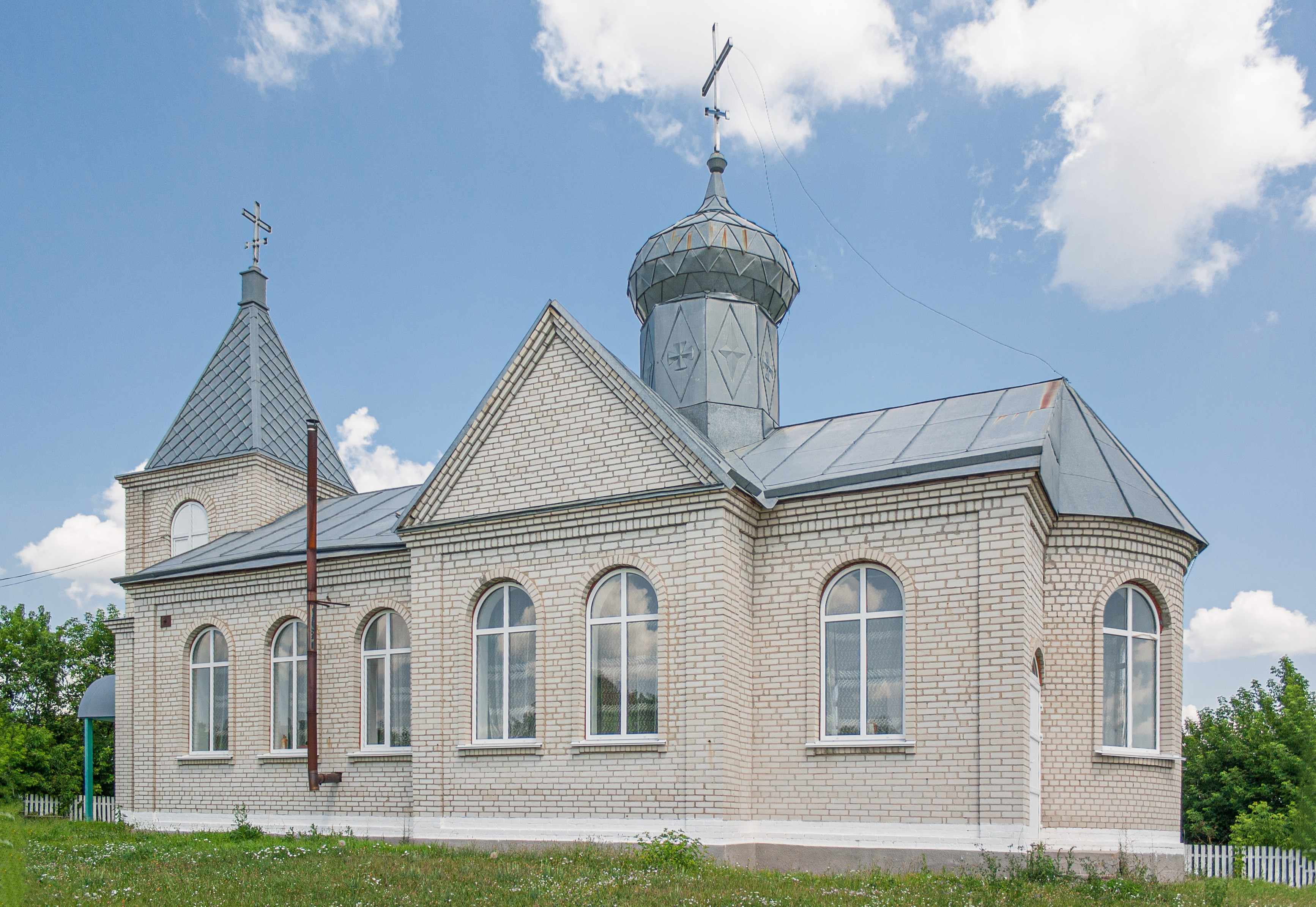
Церква
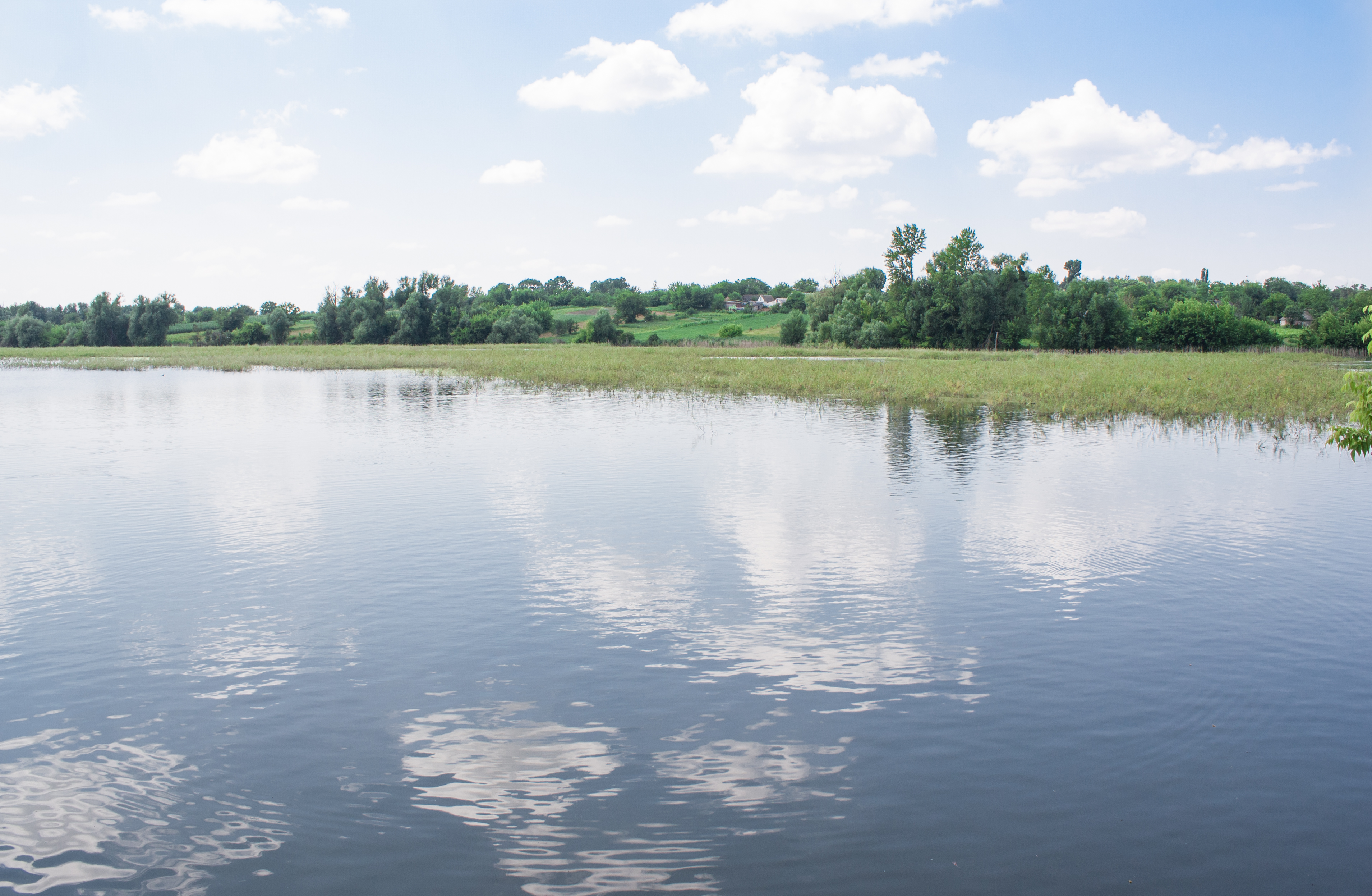
Ставок на річці Росішка
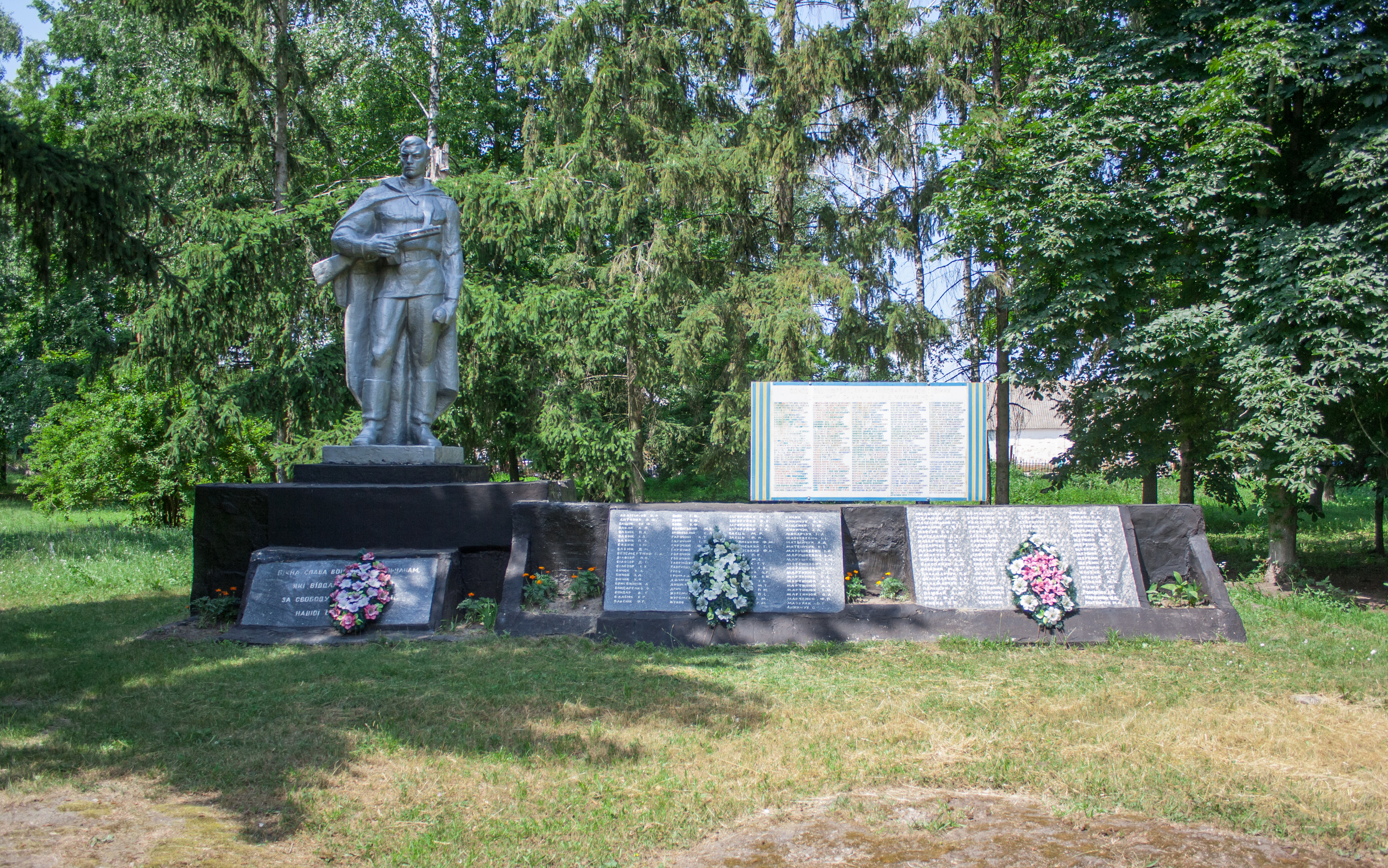
Пам`ятник воїнам-односельцям
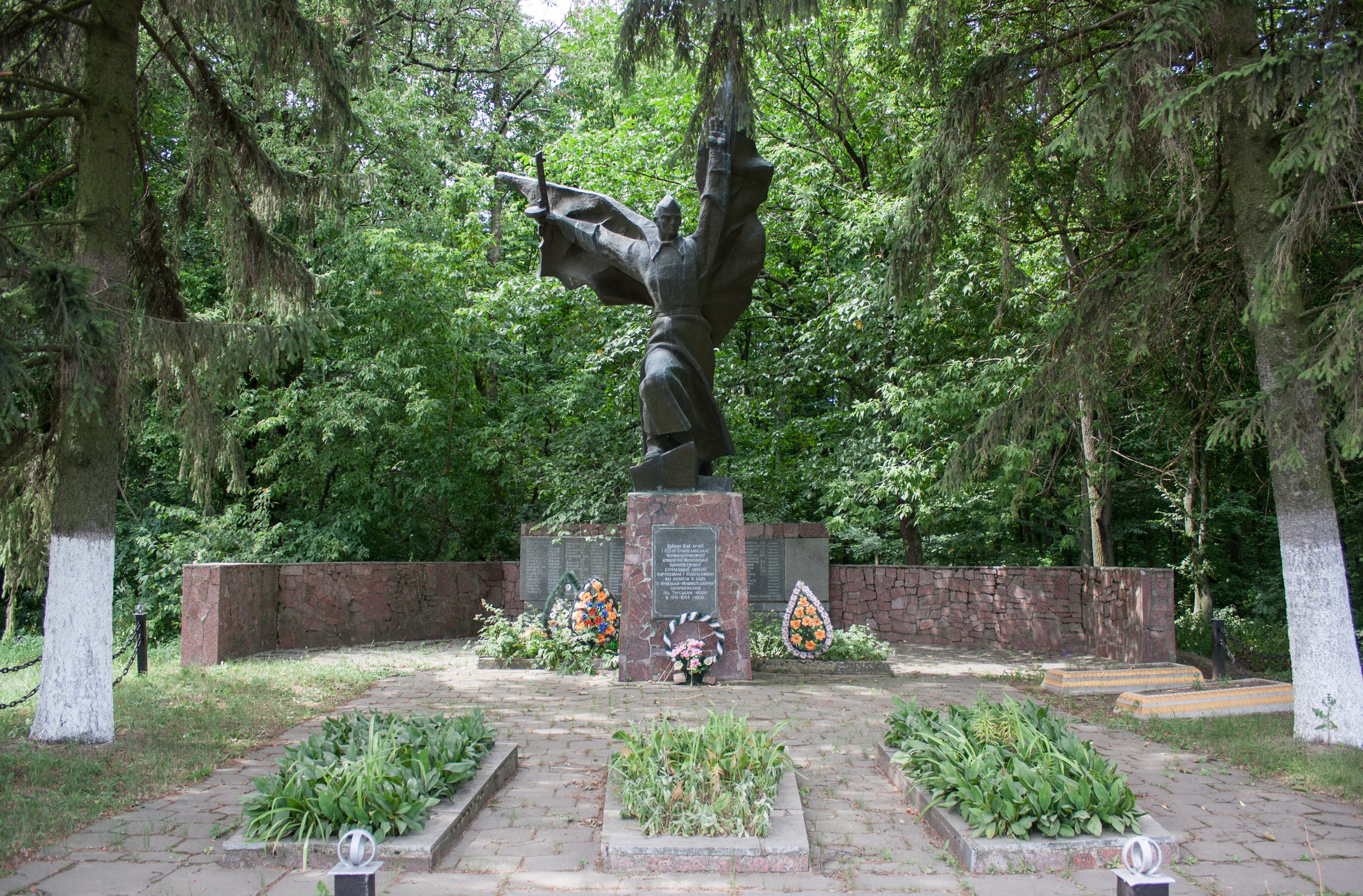
Братська могила радянських воїнів, підпільників та партизанів (Турський ліс)